# Mbelele
Mbelele è un gioco da tavolo astratto  molto particolare della famiglia dei  mancala africani. È giocato dai  manga (o: Mba) nella Repubblica Democratica del Congo (già Zaire) ai confini con il Sudan.  
Ciò che lo rende un gioco speciale è il tavoliere particolare e il fatto che anche se ci sono due file di buche, non sono condivise da entrambi i giocatori, così ogni giocatore utilizza solo la propria fila per giocare, il che lo rende uno dei pochi mancala a due file giocato con semina del tipo a staffetta (se l'ultimo pezzo viene deposto in una casa già occupata, il giocatore preleva immediatamente il contenuto di tale casa e prosegue la semina con i pezzi raccolti). 
Secondo Townshend il gioco potrebbe anche essere considerato come un mancala a tre file.

## Tavoliere e disposizione iniziale
Il tavoliere (chiamato mbele pápa), che misura circa un metro, è realizzato con il legno del Kombo-Kombo (Musanga cecropioides) conosciuto anche come “albero ombrello” e si compone di due file di 16 buche e quattro buche intermedie, che sono chiamate teka. All'inizio del gioco ci sono tre semi (Sing.: mbelele Plur.: mbelese) in ogni buca. 
Un meraviglioso tavoliere per lo mbelele è mostrato nel Museo Nazionale di Kinshasa dal 1975.

## Regole
Nel proprio turno il giocatore prende tutti i semi di una buca, appartenenti alla propria fila e li semina, in una delle due direzioni, in più giri fino a quando la semina stessa non termina in una buca vuota. Se la semina raggiunge l'ultima buca della propria fila, non prosegue nelle buche dell'avversario, ma si inverte il verso e si semina in direzione della prima buca. Se l'ultimo seme viene messo in una buca vuota e la buca avversaria di fronte non è vuota, i semi dell'avversario vengono catturati. Se la mossa finisce in una qualsiasi delle teka, la cattura è fatta nella teka corrispondente dell'avversario. Se la mossa del giocatore consiste nel seminare un singolo seme da una buca a quella adiacente vuota, solo un seme della buca dell'avversario viene catturata. Non è consentito iniziare la semina dalla penultima buca sulla destra, seminando verso destra, se contiene solo due semi (la mossa finirebbe nella buca di partenza). 

### Conclusione del gioco
Il vincitore è il giocatore che cattura tutti i semi dell'avversario. 
Un pareggio non è possibile.